# Invasion of the Blood Farmers
(Lo slogan del film)
Invasion of the Blood Farmers è un film splatter del 1972, diretto da Ed Adlum, con Norman Kelley e Tanna Hunter. Alla sua uscita, il film venne inserito in un quadruplo spettacolo composto da Detective G, Hit Man e Blacula.

## Trama
Una comunità agricola statunitense uccide a più non posso uomini, donne e bambini. Il loro scopo è quello di dissanguare le vittime perché il plasma del sangue serve a riportare in vita la regina Onhorrid (Cynthia Fleming). Ma uno scienziato, coadiuvato da un suo amico, ha deciso di portare alla luce la verità e di fermare la setta di druidi a capo dell'organizzazione di contadini.

## Commento
Il film è oggi considerato un cult, nonostante sia la regia che la sceneggiatura lascino parecchi vuoti durante tutta la visione. I dialoghi risultano insostenibili e il talento degli attori assente, ma sono famose alcune scene come la lotta tra un druido ed un cane, l'omicidio di un boscaiolo ad opera di uno dei druidi e la macabra fotografia della pellicola.